# أوشسين
أوشسين (بالإنجليزية: Ochsen) هو أحد جبال سلسلة جبال الألب البرنية ويقع في كانتون برن في سويسرا. يحتل المرتبة رقم 363 في قائمة جبال سويسرا من حيث الارتفاع، إذ يبلغ ارتفاعه حوالي 2188 متر، بينما يبلغ ارتفاع نتوء الجبل 384 متر.